# Estupre
L'estupre és una agressió sexual considerada com a delicte en la majoria de les legislacions. Generalment és confós amb l'abús sexual infantil, no obstant això té una diferència substancial, quan l'estupre es pot cometre contra d'una persona en edat de consentiment sexual i menor de 18 anys, mentre que l'abús sexual infantil engloba a menors d'aquesta edat, sent a més l'abús sexual infantil un agreujant de la violació.

## Definició
L'estupre es defineix com el "coit amb una menor en edat núbil mitjançant engany o prevalent-se d'una situació de necessitat o de submissió d'aquesta". El requisit és l'edat, que varia segons les legislacions i la doctrina, igual que altres aspectes, i l'absència d'alienació mental en la víctima i de força o intimidació en el estuprador, diferencien el delicte d'estupre del de violació. Es diferencia de la violació pel fet que no hi intervé violència: el coit es produeix amb l'anuència de la víctima.

## Evolució jurídica
Anteriorment l'estupre podia cometre's en contra de qualsevol persona sense que importés la seva edat; no obstant això, a través dels constants debats jurídics, es va considerar a l'estupre com un acte que únicament podia ser punible quan es practiqués en contra de persones en edat de majoria sexual, tenint en compte que si fos el subjecte passiu menor d'aquesta edat el delicte seria el de violació, mes és requisit indispensable que la víctima sigui menor de 18 anys, ja que si supera a aquesta edat, se suposa que posseeix la capacitat per discriminar i evitar ser víctima d'enganys o seduccions.

## Regulació per països

### Xile
Segons el consignat en els articles 363 i 365 del Codi Penal de Xile, aquest delicte es castiga amb penes des del presidi menor en grau màxim, és a dir, 3 anys i un dia fins a 5 anys fins al presidi màxim en grau mínim, o sigui, 5 anys i un dia fins a 10 anys

### Equador
A Equador és un delicte castigat amb la pena de presó que va des dels tres mesos als tres anys, únicament en el cas que la víctima sigui menor de 18 anys i major de 14 anys.

### Veneçuela
En la República Bolivariana de Veneçuela, l'estupre (sense estar literalment nomenat així) és considerat com a delicte de violació d'acord amb l'article 374, del Codi Penal Veneçolà "...Si el delicte de violació aquí previst s'ha comès contra una nena, nen o adolescent, la pena serà de quinze anys a vint anys de presó..." en concordança amb la Llei Orgànica per a la Protecció del Nen i Adolescent (LOPNA) en el seu Art Nº 2 "Definició de Nen i d'Adolescent. S'entén per nen tota persona amb menys de dotze anys. S'entén per adolescent tota persona amb dotze anys o més i menys de divuit anys."
Així mateix en el delicte de CORRUPCIÓ DE MENORS tipificat en l'Article Nº 378, del codi abans esmenat, que textualment diu: "El que tingués acte carnal amb persona major de dotze i menor de setze anys, o executés en ella actes lascius, sense ser el seu ascendent, tutor ni institutor i encara que no intervingui cap de les circumstàncies previstes en l'article 374, serà castigat amb presó de sis a divuit mesos i la pena serà doble si l'autor del delicte és el primer que corromp a la persona agraviada..."